# Magyar női kézilabda-válogatott
A magyar női kézilabda-válogatott Magyarország nemzeti csapata, amelyet a Magyar Kézilabda Szövetség irányít. 1949-ben szabadtéri világbajnokságot nyertek, 1965-ben a már teremben rendezett vb-n szereztek aranyérmet. 2000-ben olimpiai ezüstérmes és Európa-bajnok. 1976-ban és 1996-ban olimpiai bronzérmes.

## Részvételei

### Nyári olimpiai játékok
- 1976:  Bronz
- 1980: 4. hely
- 1984: Magyarország nem vett részt az olimpián
- 1988: Nem jutott ki
- 1992: Nem jutott ki
- 1996:  Bronz
- 2000:  Ezüst
- 2004: 5. hely
- 2008: 4. hely
- 2012: Nem jutott ki
- 2016: Nem jutott ki
- 2020: 7. hely
- 2024: 6. hely

### Női kézilabda-világbajnokság
- 1957:  Ezüst
- 1962: 5. hely
- 1965:  Arany
- 1971:  Bronz
- 1973: 4. hely
- 1975:  Bronz
- 1978:  Bronz
- 1982:  Ezüst
- 1986: 8. hely
- 1990: Nem jutott ki
- 1993: 7. hely
- 1995:  Ezüst
- 1997: 9. hely
- 1999: 5. hely
- 2001: 6. hely
- 2003:  Ezüst
- 2005:  Bronz
- 2007: 8. hely
- 2009: 9. hely
- 2011: Nem jutott ki
- 2013: 8. hely
- 2015: 11. hely
- 2017: 15. hely
- 2019: 14. hely
- 2021: 10. hely
- 2023: 10. hely
- 2025: Kijutott

### Női kézilabda-Európa-bajnokság
- 1994: 4. hely
- 1996: 10. hely
- 1998:  Bronz
- 2000:  Arany
- 2002: 5. hely
- 2004:  Bronz
- 2006: 5. hely
- 2008: 8. hely
- 2010: 10. hely
- 2012:  Bronz
- 2014: 6. hely
- 2016: 12. hely
- 2018: 7. hely
- 2020: 10. hely
- 2022: 11. hely
- 2024:  Bronz

## A jelenlegi keret
| #  | név                     | poszt      | születési hely | jelenlegi klubja       |
| -- | ----------------------- | ---------- | -------------- | ---------------------- |
| 3  | Varga Emília            | balátlövő  | Budapest       | Esztergomi KC          |
| 4  | Füzi-Tóvizi Petra       | beálló     | Nyíregyháza    | Debreceni VSC          |
| 6  | Szöllősi-Schatzl Nadine | balszélső  | München        | Moyra-Budaörs Handball |
| 10 | Faragó Lea              | balátlövő  | Körmend        | Esztergomi KC          |
| 11 | Albek Anna              | jobbátlövő | Zenta          | Metz Handball          |
| 18 | Kovács Anett            | jobbszélső | Mezőtúr        | Esztergomi KC          |
| 19 | Márton Gréta            | balszélső  | Mohács         | Ferencvárosi TC        |
| 20 | Szmolek Apollónia       | beálló     | Szombathely    | Esztergomi KC          |
| 24 | Töpfner Alexandra       | jobbszélső | Szekszárd      | Rapid București        |
| 26 | Faragó Luca             | beálló     | Körmend        | Thüringer HC           |
| 28 | Papp Nikoletta          | jobbátlövő | Budapest       | CS Minaur Baia Mare    |
| 31 | Szemerey Zsófi          | kapus      | Kazincbarcika  | Győri Audi ETO KC      |
| 38 | Vámos Petra             | irányító   | Ózd            | Metz Handball          |
| 42 | Klujber Katrin          | jobbátlövő | Dunaújváros    | Ferencvárosi TC        |
| 59 | Kuczora Csenge          | irányító   | Budapest       | Thüringer HC           |
| 61 | Janurik Kinga           | kapus      | Budapest       | Ferencvárosi TC        |
| 71 | Petrus Mirtill          | balszélső  | Debrecen       | Debreceni VSC          |
| 74 | Bukovszky Anna          | kapus      | Balassagyarmat | Esztergomi KC          |
| 77 | Simon Petra             | irányító   | Budapest       | Ferencvárosi TC        |
| 88 | Grosch Vivien           | jobbszélső | Budapest       | Debreceni VSC          |

## Szakmai stáb
| Szövetségi kapitány | - Golovin Vlagyimir |
| Edző                | Szilágyi Zoltán     |
| Kapusedző           | Tatai Péter         |
| Fizioterapeuta      | Sándor Dániel       |

Frissítve: 2024. november 29.

## Szövetségi kapitányok
| Név                          | Év                |
| ---------------------------- | ----------------- |
| Török Bódog                  | 1955–1978         |
| Lele Mihály                  | 1978–1980         |
| Csík János                   | 1981–1986         |
| Barabás Zsolt                | 1986–1988         |
| Szabó István                 | 1988–1989         |
| Laurencz László              | 1990–1996         |
| Csík János                   | 1997              |
| Németh András és Zsiga Gyula | 1998              |
| Mocsai Lajos                 | 1998–2004         |
| Kiss Szilárd                 | 2004              |
| Németh András                | 2005–2008         |
| Hajdu János                  | 2008              |
| Imre Vilmos                  | 2008–2009         |
| Mátéfi Eszter                | 2009–2011         |
| Karl Erik Bøhn               | 2011–2014         |
| Hajdu János                  | 2013 ideiglenesen |
| Németh András                | 2014–2015         |
| Elek Gábor és Ambros Martín  | 2016 ideiglenesen |
| Kim Rasmussen                | 2016–2020         |
| Danyi Gábor és Elek Gábor    | 2020–2021         |
| Elek Gábor                   | 2021              |
| Golovin Vlagyimir            | 2021–             |

## Rekordok
| # | Játékos              | Mérkőzés | Gól   |
| - | -------------------- | -------- | ----- |
| 1 | Gódorné Nagy Mariann | 281      |       |
| 2 | Erdős Éva            | 270      | 711   |
| 3 | Pálinger Katalin     | 254      | 1     |
| 4 | Kökény Beatrix       | 245      | 542   |
| 5 | Angyal Éva           | 242      |       |
| 5 | György Anna          | 242      |       |
| 7 | Sterbinszky Amália   | 239      |       |
| 8 | Görbicz Anita        | 233      | 1,111 |
| 9 | Csajbók Sándorné     | 230      |       |
| 9 | Vadász Józsefné      | 230      |       |

| #  | Játékos           | Gól  | Mérkőzés | Gólátlag |
| -- | ----------------- | ---- | -------- | -------- |
| 1  | Görbicz Anita     | 1111 | 233      | 4.76     |
| 2  | Farkas Ágnes      | 944  | 206      | 4.58     |
| 3  | Erdős Éva         | 711  | 270      | 2.63     |
| 4  | Szilágyi Katalin  | 627  | 179      | 3.50     |
| 5  | Kökény Beatrix    | 542  | 245      | 2.12     |
| 6  | Németh Helga      | 490  | 142      | 3.45     |
| 7  | Tóth Tímea        | 488  | 155      | 3.14     |
| 8  | Radulovics Bojana | 463  | 69       | 6.71     |
| 9  | Tomori Zsuzsanna  | 450  | 178      | 2.52     |
| 10 | Vérten Orsolya    | 418  | 147      | 2.84     |

## Híres játékosok
A világ legjobb kézilabdázói
- Kocsis Erzsébet, 1995
- Radulovics Bojana, 2000 és 2003
- Kulcsár Anita, 2004
- Görbicz Anita, 2005

Legértékesebb Játékos díj
- Siti Beáta, 2000-es Európa-bajnokság

All-Star csapatba beválasztott játékosok
- Szilágyi Katalin, 1995-ös világbajnokság
- Kocsis Erzsébet, 1996-os olimpia
- Lőwy Dóra, 1999-es világbajnokság
- Radulovics Bojana, 2000-es olimpia, 2003-as világbajnokság
- Balogh Beatrix, 2001-es világbajnokság
- Görbicz Anita, 2003-as világbajnokság, 2005-ös világbajnokság, 2007-es világbajnokság, 2013-as világbajnokság
- Mehlmann Ibolya, 2006-os Európa-bajnokság
- Vérten Orsolya, 2008-as olimpia
- Háfra Noémi, 2018-as Európa-bajnokság
- Klujber Katrin, 2022-es Európa–bajnokság, 2024-es olimpia, 2024-es Európa-bajnokság
- Győri-Lukács Viktória, 2024-es Európa-bajnokság

Gólkirályok
- Farkas Ágnes, 2002-es Európa-bajnokság (58 gól)
- Radulovics Bojana, 2003-as világbajnokság (97 gól), 2004-es olimpia (54 gól), 2004-es Európa-bajnokság (72 gól)
- Klujber Katrin, 2024-es Európa-bajnokság (60 gól)

További jelentős játékosok
- Pálinger Katalin
- Jóna Magda
- Pádár Ildikó
- Gódorné Nagy Mariann
- Sterbinszky Amália
- Kökény Beatrix
- Hoffmann Beáta
- Pigniczki Krisztina
- Rácz Mariann

## Régebbi csapatok[13]

### 1965 - Világbajnok I. helyezett
Szövetségi kapitány: Török Bódog
Tagok:
| Név                                | Poszt      |
| ---------------------------------- | ---------- |
| Elek Gyuláné (Rothermel Anna)      | kapus      |
| Ritter Dezsőné (Lengyel Erzsébet)  | balszélső  |
| Gurics Györgyné (Pásztor Erzsébet) |            |
| Csenki Györgyné (Varga Zsuzsanna)  | beálló     |
| Schmidt Jenőné (Holub Mária)       | balátlövő  |
| Jóna Magdolna                      | átlövő     |
| Markovits Kálmánné (Balogh Márta)  |            |
| Fleck Ottóné (Babos Ágnes)         | irányító   |
| Ignácz Ilona                       | beálló     |
| Hajek Károlyné (Végh Ágnes)        | jobbátlövő |
| Romhányi Józsefné (Tóth Mária)     | irányító   |
| Jányáné Bognár Erzsébet            |            |
| Hanus Ágnes                        |            |
| Takács Péterné (Giba Márta)        | jobbszélső |

### 1976 - Olimpiai III. helyezett
Szövetségi kapitány: Török Bódog
| Tagok                          | Poszt           |
| ------------------------------ | --------------- |
| Angyal Éva                     | beálló          |
| Berzsenyi Mária                | kapus           |
| Bujdosó Ágota                  | kapus           |
| Csikné Horváth Klára           |                 |
| Nagy Ilona                     |                 |
| Gódorné Nagy Mariann           | jobbátlövő      |
| (Csajbókné) Németh Erzsébet    |                 |
| (Megyeriné) Pacsai Márta       |                 |
| (Kéziné) Pethő Zsuzsa          |                 |
| Sterbinszky Amália             | balátlövő       |
| (Lelkesné) Toman Rozália       |                 |
| Tóth Harsányi Borbála          | balátlövő       |
| (Lakiné) Tóth Harsányi Katalin |                 |
| (Vadászné) Vanya Mária         | irányító,szélső |

### 1982 - Világbajnok II. helyezett
Szövetségi kapitány: Csík János
| Tagok                     | Poszt           |
| ------------------------- | --------------- |
| Angyal Éva                | beálló          |
| Baloghné Nyári Erzsébet   |                 |
| Barna Ildikó              |                 |
| Bonyhádi Klára            |                 |
| Csajbókné Németh Erzsébet |                 |
| Csíkné Horváth Klára      |                 |
| Fehérné Gombai Katalin    | balszélső       |
| György Anna               |                 |
| Gódorné Nagy Mariann      | jobbátlövő      |
| Jakab Gabriella           |                 |
| Krámerné Agocs Valéria    |                 |
| Nyári Zsuzsa              | jobbszélső      |
| Őriné Györvári Györgyi    |                 |
| Rácz Mariann              | kapus           |
| Sterbinszky Amália        | balátlövő       |
| Vadászné Vanya Mária      | irányító,szélső |

### 1995 - Világbajnok II. helyezett
Szövetségi kapitány: Laurencz László
| Tagok            | Poszt      |
| ---------------- | ---------- |
| Erdős Éva        | irányító   |
| Farkas Andrea    | kapus      |
| Farkas Ágnes     | balátlövő  |
| Hoffmann Beáta   | kapus      |
| Kántor Anikó     | jobbszélső |
| Kocsis Erzsébet  | beálló     |
| Kökény Beatrix   | irányító   |
| Mátéfi Eszter    | balátlövő  |
| Meksz Anikó      | kapus      |
| Nagy Anikó       | jobbátlövő |
| Németh Helga     | jobbátlövő |
| Pádár Ildikó     | beálló     |
| Siti Beáta       | irányító   |
| Szántó Anna      | balszélső  |
| Szilágyi Katalin | jobbszélső |
| Tóth Beatrix     | jobbátlövő |

### 1996 - Olimpiai III. helyezett
Szövetségi kapitány: Laurencz László
| Tagok                                                                         | Poszt      |
| ----------------------------------------------------------------------------- | ---------- |
| Erdős Éva                                                                     | irányító   |
| Farkas Andrea                                                                 | kapus      |
| Hoffmann Beáta                                                                | kapus      |
| Kántor Anikó                                                                  | jobbszélső |
| Kocsis Erzsébet                                                               | beálló     |
| Kökény Beatrix                                                                | irányító   |
| Mátéfi Eszter                                                                 | balátlövő  |
| Mátyás Auguszta Archiválva 2016. december 20-i dátummal a Wayback Machine-ben | átlövő     |
| Meksz Anikó                                                                   | kapus      |
| Nagy Anikó                                                                    | jobbátlövő |
| Németh Helga                                                                  | jobbátlövő |
| Pádár Ildikó                                                                  | beálló     |
| Siti Beáta                                                                    | irányító   |
| Szántó Anna                                                                   | balszélső  |
| Szilágyi Katalin                                                              | jobbszélső |
| Tóth Beatrix                                                                  | jobbátlövő |

### 2000 - Olimpia II. hely
Szövetségi kapitány: Mocsai Lajos
| Tagok               | Poszt                |
| ------------------- | -------------------- |
| Balogh Beatrix      | jobbszélső           |
| Deli Rita           | balátlövő            |
| Radulovics Bojana   | jobbátlövő           |
| Pálinger Katalin    | kapus                |
| Kökény Beatrix      | irányító             |
| Pádár Ildikó        | beálló               |
| Nagy Anikó          | jobbátlövő           |
| Farkas Ágnes        | balátlövő            |
| Farkas Andrea       | kapus                |
| Kántor Anikó        | jobbszélső           |
| Kulcsár Anita       | beálló               |
| Lőwy Dóra           | balszélső            |
| Pigniczki Krisztina | irányító, balszélső  |
| Simics Judit        | védekező specialista |
| Siti Beáta          | irányító             |

### 2000 - Európa bajnoki I. helyezett
Szövetségi kapitány: Mocsai Lajos
| Tagok               | Poszt                |
| ------------------- | -------------------- |
| Brigovácz Nikolett  | átlövő               |
| Farkas Ágnes        | balátlövő            |
| Kántor Anikó        | jobbszélső           |
| Kindl Gabriella     | balátlövő            |
| Kirsner Erika       | balszélső            |
| Pálinger Katalin    | kapus                |
| Kökény Beatrix      | irányító             |
| Pádár Ildikó        | beálló               |
| Nagy Krisztina      | jobbátlövő           |
| Pálffy Zsuzsanna    | jobbszélső           |
| Kulcsár Anita       | beálló               |
| Siti Eszter         | irányító             |
| Pigniczki Krisztina | irányító, balszélső  |
| Simics Judit        | védekező specialista |
| Siti Beáta          | irányító             |
| Sugár Tímea         | kapus                |

### 2003 - Világbajnoki II. helyezett
Szövetségi kapitány: Mocsai Lajos
| Tagok               | Poszt               |
| ------------------- | ------------------- |
| Bohus Bea           | beálló              |
| Farkas Ágnes        | balátlövő           |
| Ferling Bernadett   | irányító, balátlövő |
| Görbicz Anita       | irányító            |
| Kirsner Erika       | balszélső           |
| Kulcsár Anita       | beálló              |
| Lovász Zsuzsa       | jobbszélső          |
| Mehlmann Ibolya     | jobbátlövő          |
| Pálinger Katalin    | kapus               |
| Pigniczki Krisztina | irányító, balszélső |
| Radulovics Bojana   | jobbátlövő          |
| Siti Eszter         | irányító            |
| Sirina Irina        | kapus               |
| Sugár Tímea         | kapus               |
| Szrnka Hortenzia    | balátlövő           |
| Tóth Tímea          | balátlövő           |

### 2004 - Európa bajnoki III. helyezett
Szövetségi kapitány: Kiss Szilárd
| Tagok               | Poszt      |
| ------------------- | ---------- |
| Pálinger Katalin    | kapus      |
| Sirina Irina        | kapus      |
| Lovász Zsuzsanna    | jobbszélső |
| Balogh Beatrix      | jobbszélső |
| Radulovics Bojana   | jobbátlövő |
| Mehlmann Ibolya     | jobbátlövő |
| Kulcsár Anita       | beálló     |
| Bohus Beáta         | beálló     |
| Görbicz Anita       | irányító   |
| Pigniczki Krisztina | irányító   |
| Ferling Bernadett   | irányító   |
| Siti Eszter         | irányító   |
| Kindl Gabriella     | balátlövő  |
| Tóth Tímea          | balátlövő  |
| Szűcs Gabriella     | balátlövő  |
| Nagy Ivett          | balszélső  |

### 2005 - Világbajnoki III. helyezett
Szövetségi kapitány: Németh András
| Tagok             | Poszt      |
| ----------------- | ---------- |
| Pálinger Katalin  | kapus      |
| Sugár Tímea       | kapus      |
| Balogh Beatrix    | jobbszélső |
| Kovacsicz Mónika  | jobbszélső |
| Mehlmann Ibolya   | jobbátlövő |
| Hornyák Ágnes     | jobbátlövő |
| Őri Cecília       | beálló     |
| Borbás Rita       | beálló     |
| Görbicz Anita     | irányító   |
| Siti Eszter       | irányító   |
| Ferling Bernadett | irányító   |
| Tóth Tímea        | balátlövő  |
| Kindl Gabriella   | balátlövő  |
| Szűcs Gabriella   | balátlövő  |
| Vérten Orsolya    | balszélső  |
| Kenyeres Fanni    | balszélső  |